# Українсько-аргентинські відносини
Важливе значення розвитку українсько-аргентинських відносин для обох країн зумовлене низкою історичних факторів. Аргентина першою серед країн Латинської Америки 5 грудня 1991 року визнала незалежність України і першою в регіоні встановила з нею дипломатичні відносини 6 січня 1992 року. Аргентина також була першою країною у світі, яка визнала Українську Народну Республіку і встановила з нею дипломатичні відносини у лютому 1921 року. З березня 1993 року у Буенос-Айресі діє Посольство України, а з травня 1993 року в Києві — відповідно аргентинське посольство. В Аргентині постійно проживає сьома за чисельністю українська діаспора у світі, яка налічує понад 300 тисяч осіб. Україна й Аргентина мають давні зв'язки, які зважаючи на потребу зміцнення позицій України на міжнародній арені і впливовість Аргентини, а також взаємодоповнювальний характер їхніх економік, є пріоритетним напрямком розвитку зовнішньої політики обох країн. Історичний досвід Аргентини у становленні національної економіки і утвердженні її як суб'єкта міжнародних відносин багато в чому може стати корисним у визначенні Україною власної моделі входження у міжгосподарські зв'язки світу.

## Історія співробітництва

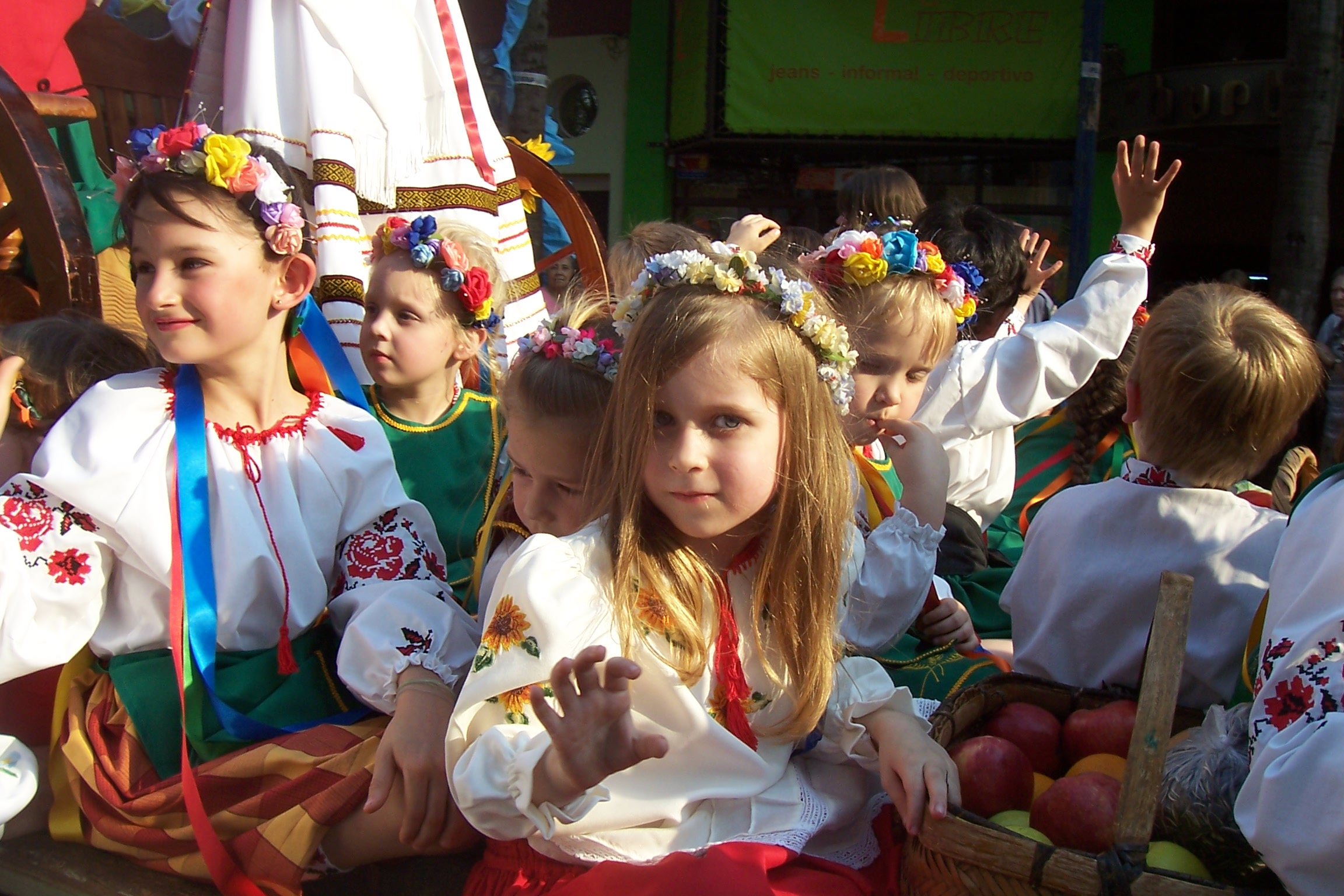
Українці провінції Місьйонес

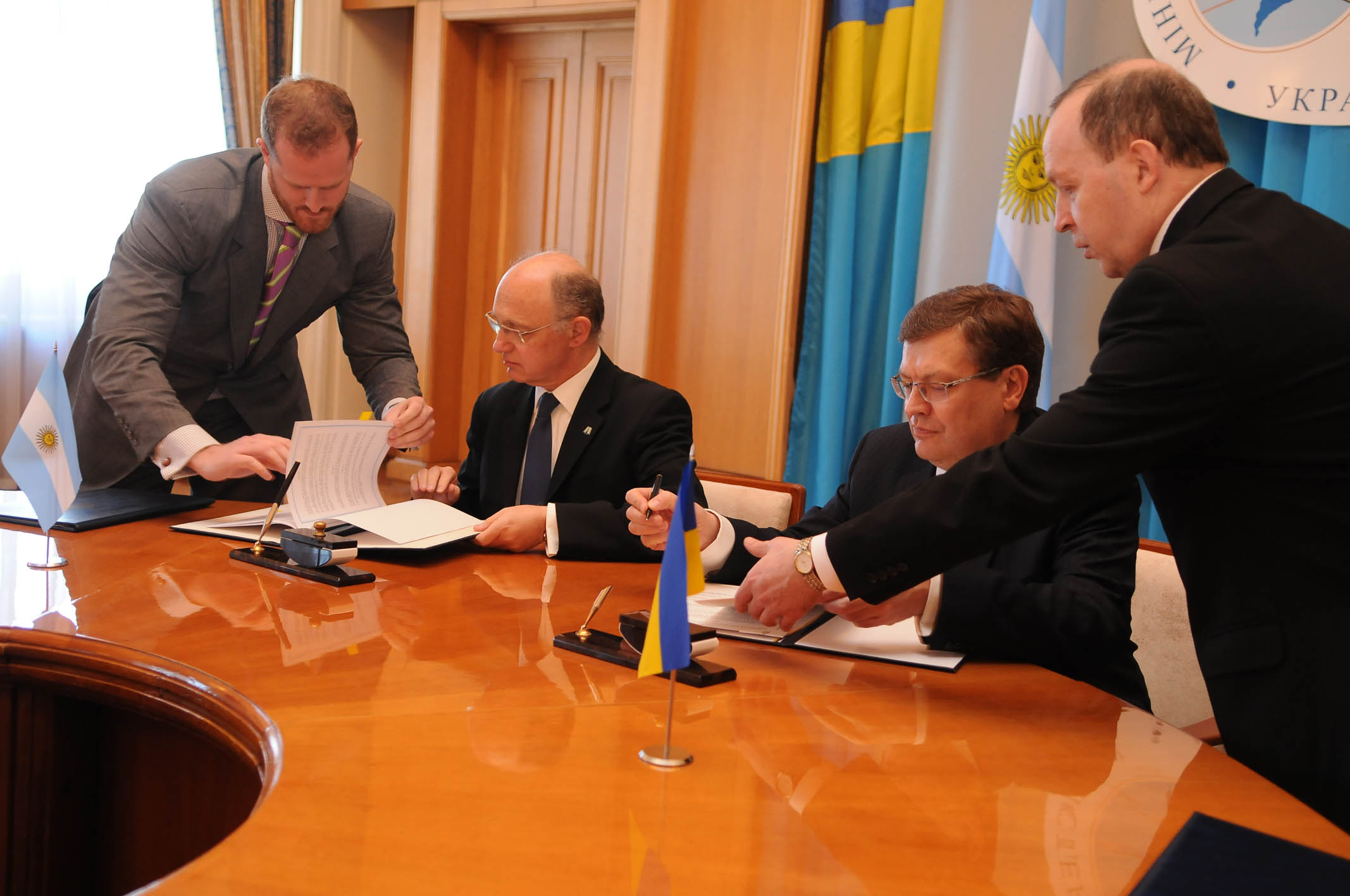
Ектор Тімерман та Костянтин Грищенко підписують угоду (2011)

Підґрунтя розвитку дружніх взаємин між Україною та Аргентиною було закладене ще наприкінці XIX століття, коли перші переселенці з України ступили на аргентинську землю. З того часу пройшли чотири хвилі української імміграції, які зайняли достойне місце в аргентинському суспільстві. Нині в Аргентині проживають близько 300 тис. етнічних українців, діють 25 об'єднань української громади. Українська діаспора Аргентини, яка є другою за чисельністю в Латинській Америці, є важливим чинником розбудови україно-аргентинських двосторонніх стосунків.
У лютому 1921 року Аргентина стала першою латиноамериканською країною, яка визнала Українську Народну Республіку і єдиною в Південній Америці, що встановила з нею дипломатичні відносини.
Зв'язки в торговельно-економічній галузі між українськими та аргентинськими підприємствами формуватися ще за часів Радянського Союзу. З 1970-х років українське енергетичне обладнання встановлювалося на гідроелектростанціях Сальто-Гранде, П'єдра-дель-Агіла, Ясірета. Устаткування, виготовлене в Україні, добре зарекомендувало себе як надійне та недороге, завдяки чому 37 % електроенергії, яка виробляється в Аргентині, отримується з використанням українського устаткування.
Становлення сучасних відносин України з Аргентиною відбувалося в 1991—1997 роках. Поштовхом для цього стало проголошенням Україною незалежності і визнання її Аргентинською Республікою у грудні 1991 року. 1992 року були встановлені дипломатичні відносини між країнами. У той же час Міністерством закордонних справ та Міністерством зовнішніх економічних зв'язків і торгівлі України і Міністерством закордонних справ, зовнішньої торгівлі та культу Аргентинської Республіки були ухвалені законодавчі акти, які визначили напрями двосторонніх відносин у різних сферах.
У 1992−1997 роках відбулися декілька взаємних візитів українських та аргентинських делегацій з представників законодавчої та виконавчої гілок влади, результатом чого стало підписання низки двосторонніх угод. У березні 1993 року в Буенос-Айресі почало діяти Посольство України, а у травні 1993 року в Києві розпочало свою роботу перше на території колишнього СРСР Посольство Аргентинської Республіки. Також почали діяти торговельно-економічні місій при посольствах в обох країнах.
У парламентах обох країн були створені група друзів України в аргентинському парламенті та група друзів Аргентини — в українському. Ці групи незмінно підтримували партнерів у відстоюванні їх національних інтересів. Так, Палата депутатів аргентинського парламенту 1993 року ухвалила резолюцію, в якій засудила рішення парламенту Росії щодо статусу Севастополя, а у квітні 1996 р. закликала світову громадськість надати допомогу Україні в подоланні наслідків Чорнобильської катастрофи.
У травні 1994 року Україну відвідала група співробітників Міністерства закордонних справ Аргентини на чолі з начальником управління країн Центральної і Східної Європи B. Хілем, відбулися переговори в Міністерстві зовнішніх економічних зв'язків і торгівлі України, Міністерстві економіки.

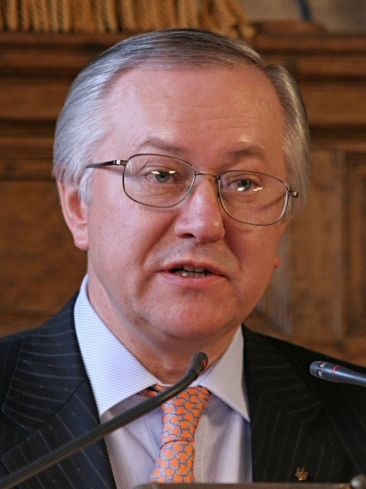
Борис Тарасюк

Активізації відносин сприяв візит в Аргентину в січні 1995 року першого заступника міністра закордонних справ України Б. Тарасюка — першим офіційний контакт високого рівня між двома країнами. Відбулася зустріч Тарасюка із тодішнім міністром економіки Аргентини Домінго Феліпе Кавальйо, у ході якої обговорено питання реформування української економіки в перехідний період. Підсумком переговорів у МЗС Аргентини стало підписання 4 січня 1995 року Протоколу про співробітництво між Міністерством закордонних справ України та Міністерством закордонних справ, зовнішньої торгівлі та культу Аргентинської Республіки на 1995−1996 роки.
У липні 1995 р. українська делегація ще раз відвідала Буенос-Айрес, а в серпні 1995 р. в Україні з офіційним візитом перебував перший заступник міністра закордонних справ, міжнародної торгівлі й культу Аргентини Ф. Петрелья. Результатом візиту стало підписання двосторонньої Угоди між про сприяння та взаємний захист інвестицій і домовленості про співпрацю у галузі культури, освіти та науки.

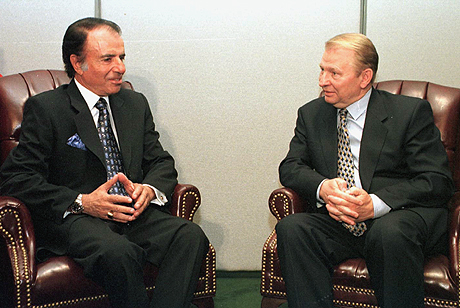
Зустріч Леоніда Кучми з Карлосом Менемом

Знаковою подією в українсько-аргентинських відносинах став візит до Аргентини у жовтні 1995 року Президента України Леоніда Кучми, під час якого було закладено договірно-правову основу двосторонніх відносин: були розроблені основні принципи політичної та торговельно-економічної взаємодії, а також підписані двосторонні угоди про співробітництво в політичній сфері — Декларація про принципи відносин між Україною й Аргентинською Республікою та Угода про відмову від віз для осіб, що користуються дипломатичними, службовими або офіційними паспортами. У період після візиту відбулося зміцнення і розширення співробітництва між двома країнами, зросла зацікавленість до співробітництва з Україною з боку представників різних кіл аргентинського суспільства.
Розвивається співпраця двох країн у вивченні та застосуванні невичерпних резервів Антарктиди, з 1995 року спеціалізовані установи Аргентини надають постійне сприяння у забезпеченні життєдіяльності української антарктичної станції «Академік Вернадський».

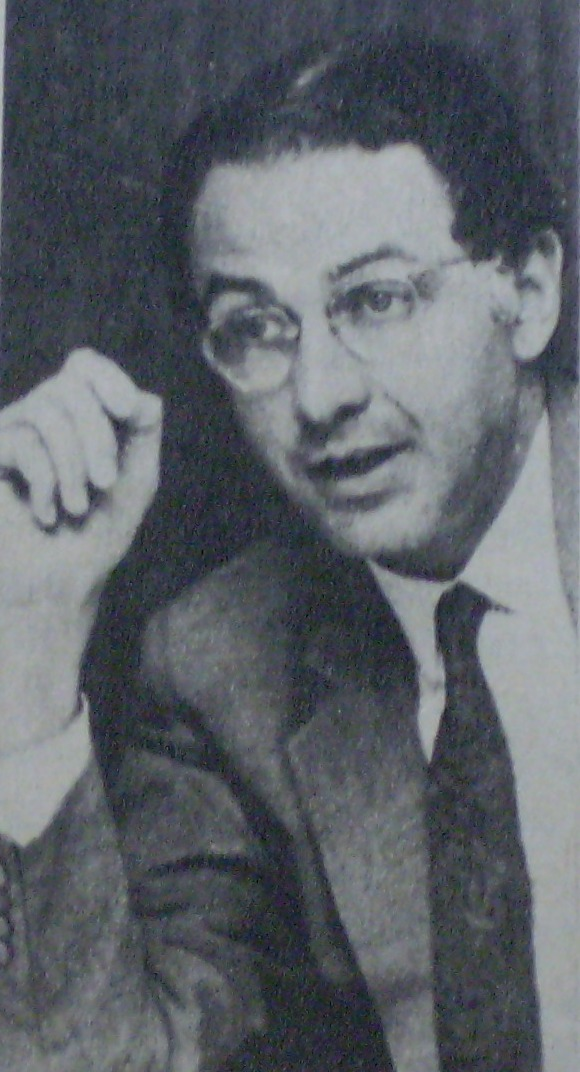
Гідо Ді Телла

Пріоритетні напрями у відносинах двох країн були визначені в ході візиту делегації МЗС України на початку січня 1996 року під час зустрічі з президентом Аргентинської Республіки Карлосом Саулем Менемом і міністром закордонних справ Гідо Ді Теллою. У жовтні 1996 р. відбувся візит Ді Телли у відповідь в Україну, під час якого пройшли переговори міністрів закордонних справ двох країн, відбулись політичні консультації з президентом України, прем'єр-міністром, спікером парламенту щодо політичних й економічних питань, а також проблем еміграції українців в Аргентину.
Україна й Аргентина підписали двосторонню Угоду про співробітництво в галузі культури, освіти та науки. З 1996 року у вищі навчальні заклади України направляють представників української молоді Аргентини.
1 листопада 1996 р. міністри закордонних справ України та Аргентини підписали спільну заяву, в якій відзначили поступальний розвиток відносин між двома країнами, поглиблення двостороннього співробітництва в різних галузях. Міністри висловили задоволення підтриманням постійного діалогу під час розгляду питань, що становлять взаємний інтерес. З цього приводу міністри підтвердили підтримку своїми країнами рішень Організації Об'єднаних Націй, спрямованих на зміцнення миру та міжнародної безпеки, прогресу й розвитку народів в економічній, соціальній та культурній сферах. Міністри погодилися, що міжнародна безпека та стабільність мають ґрунтуватися на діалозі, довірі та взаємовигідному співробітництві.
21-22 жовтня 1997 року у Києві під патронатом Президента України Л. Д. Кучми пройшла І Конференція країн ЧЕС-МЕРКОСУР.
Важливе значення для розвитку українсько-аргентинських відносин мала зустріч Президента України Л. Д. Кучми і Президента Аргентини Карлоса Менема у Нью-Йорку 23 червня 1997 року, де обговорювалися питання трудової міграції українців в Аргентину і план святкування сторіччя української діаспори в Аргентині.
26-30 серпня 1997 року в Аргентині побувала з візитом урядова делегація України на чолі з головою Держкомнацміграції В. Б. Євтухом з нагоди святкування сторіччя перших українських поселень у цій країні. Парламент Аргентини ухвалив резолюцію, в якій події надавалося загальнонаціональне значення. 1997 року Україну відвідали аргентинські парламентарії, які мали зустрічі з керівництвом Верховної Ради України, депутатами, першим заступником міністра закордонних справ України.
Двосторонній товарообіг між двома країнами на 1997 рік досяг 30-35 млн доларів. В середині 1990-х років були зроблені перші кроки по налагодженню співробітництва між Україною та Аргентинською Республікою в науково-технічній сфері. Основою українського експорту в Аргентину стали мінеральні добрива, мінеральні мастила, продукція металургійної та хімічної промисловості, зокрема чорні метали, гарячекатана сталь, турбіни, підшипники, двигуни, трансформатори, насоси. З Аргентини в Україну надходять цитрусові, морепродукти, сировина для тютюнової промисловості, чай, шрот олійних культур, екстракт кебрачо, шкіра, яловичина, одяг.
2-3 червня 1998 року в Буенос-Айресі було проведено перше засідання Міжурядової українсько-аргентинської Комісії з торговельно-економічного і науково-технічного співробітництва.
Зміцненню контактів між діловими і промисловими колами двох країн сприяла друга Міжнародна економічна конференція країн ЧЕС-МЕРКОСУР, що відбулася 3-4 червня того ж року в столиці Аргентини.
Президент Аргентини Карлос Менем першим серед латиноамериканських голів держав відвідав Україну з офіційним візитом у червні 1998 року. Після цього двосторонні економічні зв'язки отримали нові перспективи. 29 червня були підписані двосторонні угоди, серед яких — Договір про дружні відносини й співробітництво між Україною та Аргентинською Республікою.
В цілому, протягом 1995—1998 роках відбулося 11 раундів двосторонніх політичних консультацій на рівні міністрів, заступників міністрів і керівників управлінь і департаментів зовнішньополітичних відомств України та Аргентини, які сприяли політичному й економічному зближенню обох країн. Лише протягом 1997−1998 рр. в Україні побувало понад 60 аргентинських делегацій, Аргентину відвідали понад 25 делегацій з України. Були створені міжурядові комісії з торговельно-економічного співробітництва.
Насиченим зустрічами і переговорами був офіційний візит міністра закордонних справ України Бориса Тарасюка до Аргентинської Республіки у квітні 1999 року. Главу українського зовнішньополітичного відомства супроводжувала група бізнесменів, очолювана президентом Українського союзу підприємців і промисловців Анатолієм Кінахом. Під час зустрічей відзначалося, що до найперспективніших галузей двосторонньої співпраця належать співробітництво у галузі високих технологій, машинобудування, постачання в Аргентину українських літаків, розвиток спільними зусиллями електроенергетики, авіаційних і космічних технологій, заснування спільних підприємств. Відбулася зустріч Бориса Тарасюка з Президентом Аргентинської Республіки Карлосом Менемом.
Україна зацікавлена в розвитку української діаспори Аргентини як активного чинника розбудови українсько-аргентинських двосторонніх відносин. Про це свідчить Угода між Україною та Аргентинською Республікою з питань міграції, яка була підписана 29 квітня 1999 року. Підписання угоди було викликане значною кількістю іммігрантів з України, що у той час в'їжджали до Аргентини. Ця угода урегулювала міграційні потоки між двома країнами, полегшила можливість в'їзду. Як наслідок тільки за 2000 рік до Аргентини прибули 3457 українців.

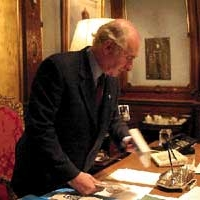
Фернандо де ла Руа

У грудні 1999 року відбувся візит віце-прем'єр-міністра України В. П. Семиноженка в Аргентину. Він взяв участь в інавгураційних заходах новообраного президента Аргентини Фернандо де ла Руа.
10-13 березня 2000 р. відбувся робочий візит першого заступника міністра закордонних справ України Олександра Чалого до Аргентинської Республіки. Він взяв участь у черговому раунді двосторонніх політичних консультацій, провів переговори з керівництвом економічного блоку уряду Аргентини і зустрівся з депутатами Національного Конгресу. У червні 2000 року відбулася зустріч Глави зовнішньополітичного відомства України Б. І. Тарасюка з Міністром закордонних справ Аргентини А. Джаваріні під час міжнародної конференції «Спільноти демократій» у Варшаві. Про потребу активізації і розширення українсько-аргентинських відносин ішлося і на зустрічі президентів двох країн, яка відбулася в рамках саміту Ради Безпеки ООН у вересні 2000 року.
28 лютого 2001 року відбувся обмін грамотами про ратифікацію угоди між Кабінетом Міністрів України та урядом Аргентини про науково-технічне співробітництво, яка передбачає розвиток співробітництва між науковцями двох країн, створює додаткові сприятливі умови для співпраці в галузі науки і техніки, зокрема, у сфері космічних та ядерних досліджень, сільськогосподарської науки, медицини та прикладних технологій.
У серпні 2001 року з нагоди десятої річниці незалежності України аргентинський сенат ухвалив спеціальну резолюцію, в якій підкреслювалося, що Аргентина прагне зміцнювати політичні та економічні відносини з Україною. Парламентарії також відзначили великий внесок української діаспори в розбудову Аргентинської держави, її позитивний вплив на аргентинсько-українське співробітництво. 9 серпня 2001 року в залі урочистих подій конгресу Аргентини була відкрита фотовиставка, присвячена річниці незалежності України, організована українським посольством спільно з групою друзів України з аргентинського парламенту. Президент сенату М. Лосада, керівник парламентської групи друзів України сенатор О. Саласар, голова Комісії з міжнародних парламентських відносин сенату О. Вакір виступили з привітаннями до народу України.
У вересні 2001 року відбулася зустріч Міністра закордонних справ України А. М. Зленка зі своїм аргентинським колегою А. Джаваріні під час роботи 56-ї сесії ГА ООН.
23 жовтня 2001 року, під час візиту в Україну директора Національної комісії з космічної діяльності Аргентини Конрадо Варотто, підписано Угоду з Національним космічним агентством України про співробітництво у сфері дослідження та використання космічного простору в мирних цілях. Сторони домовилися про участь українських підприємств у виробництві обладнання для космічних апаратів Аргентини.

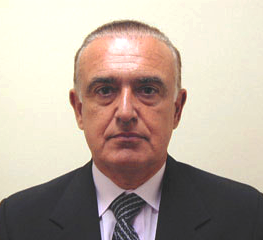
Карлос Рукауф

10-11 березня 2002 року Державний секретар МЗС України Юрій Сергеєв відвідав Аргентину з робочим візитом задля зміцнення політичних і гуманітарних зв'язків. Відбулися зустрічі Сергеєва з міністром закордонних справ Аргентини Карлосом Рукауфом та Головою Сенату Хуаном Македою. У рамках реалізації Протоколу про взаємодію між міністерствами закордонних справ України та Аргентини були проведені політичні консультації на рівні державних секретарів зовнішньополітичних відомств двох країн, після завершення яких Сергеєв та його аргентинський колега Хорхе Форі підписали Меморандум про продовження терміну дії «Програми співробітництва в галузі освіти і культури між Україною та Аргентинською Республікою» до 31 грудня 2002 року. Главі зовнішньополітичного відомства Аргентини були передані особисте вітальне послання міністра закордонних справ України А. М. Зленка і послання Президента України Л. Д. Кучми на ім'я Президента Аргентини Едуардо Дуальде з нагоди десятої річниці встановлення дипломатичних відносин між країнами. У Верховній Раді України відбулося створення першої депутатської групи з міжпарламентських зв'язків з Аргентинською Республікою.
З огляду на тимчасові економічні труднощі, які переживала Аргентина у 2001—2002 роках, українська сторона запропонувала аргентинській стороні медичну гуманітарну допомогу з боку фармацевтичних підприємств Харкова, яку було прийнято з вдячністю.
У 2003 році Сенат Аргентини прийняв декларацію, яка засуджувала голодомор в Україні у 1932—1933 роках.

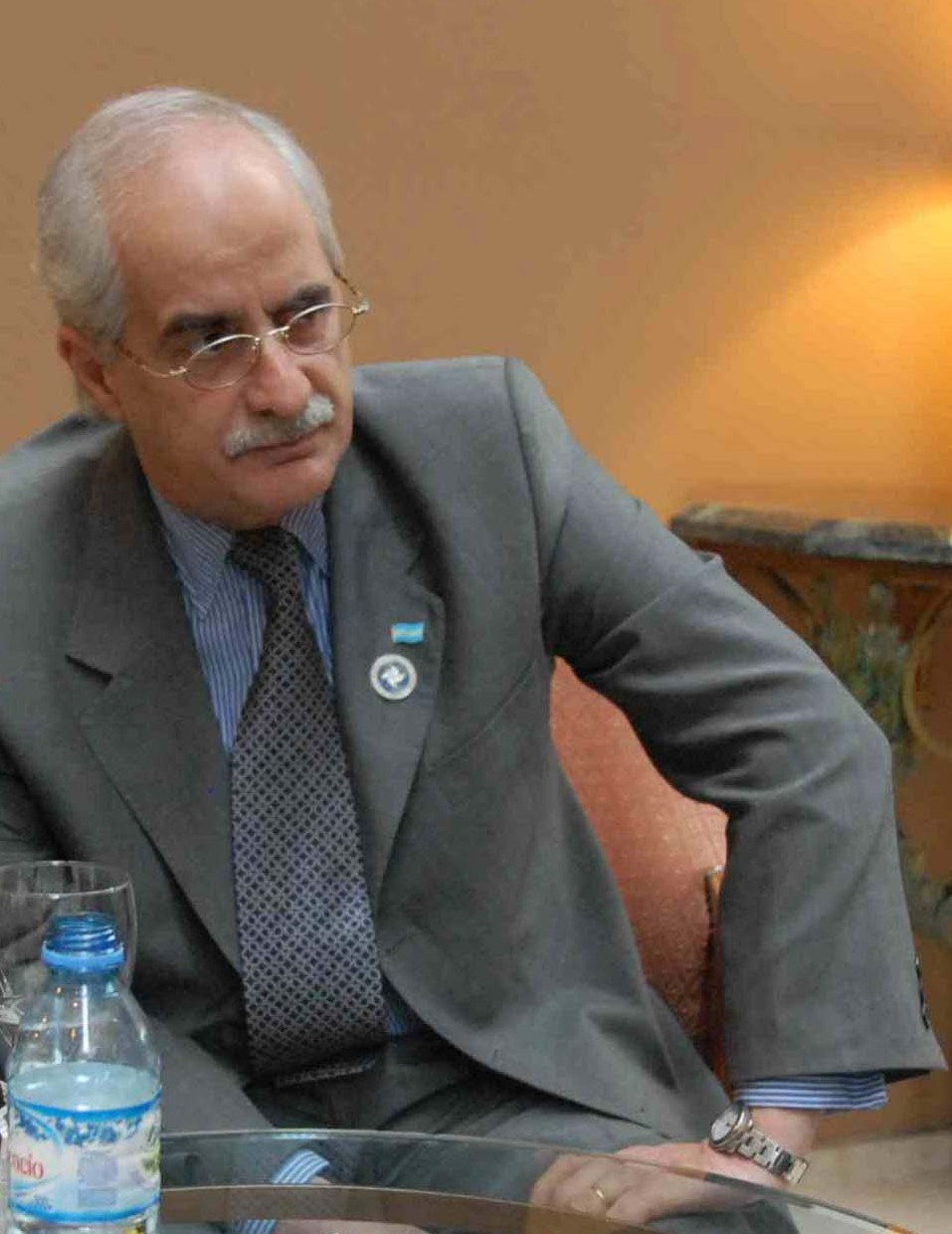
Хорхе Таяна

У вересні 2004 року в Нью-Йорку в ході 59-ї сесії ГА ООН відбулась зустріч Міністра закордонних справ України К. І. Грищенка з Державним секретарем МЗС Аргентини Х. Таяною.
2005 року була зроблена заява щодо підтримки міжнародного співробітництва у подоланні наслідків аварії на ЧАЕС.
У вересні 2005 року у Нью-Йорку за головування Аргентини в Групі Ріо відбулася зустріч МЗС у форматі Україна — «Трійка» Групи Ріо. Аргентинську сторону на зустрічі представляв держсекретар МЗС Х. Таяна.
У березні 2006 року пройшли двосторонні політичні консультації на рівні перших заступників міністрів закордонних справ (делегацію України очолив В. Д. Хандогій).
У жовтні 2006 року відбулася зустріч Президента України Віктора Ющенка з міністром іноземних справ, міжнародної торгівлі та культу Аргентини Хорхе Енріке Таяною, який перебував з офіційним візитом у Києві. Під час зустрічі сторони обговорили умови співробітництва двох країн у політичній, торговельно-економічній, науково-технічній та гуманітарній сфері. Голова української держави подякував аргентинській стороні за добре ставлення до численних українських іммігрантів та висловив готовність прийняти в українські вищі навчальні заклади аргентинських студентів. Були проведені зустрічі з Прем'єр-міністром В. Ф. Януковичем, Головою Верховної Ради О. О. Морозом та Міністром закордонних справ Б. І. Тарасюком. Главу зовнішньополітичного відомства Аргентини супроводжувала чисельна делегація представників бізнесових кіл, які взяли участь в двосторонньому підприємницькому форумі.
Також у жовтні 2006 року було відновлено діяльність Групи міжпарламентських зв'язків в Національному конгресі Аргентини. Відбулося п'яте засідання Міжурядової українсько-аргентинської комісії з питань торговельно-економічного співробітництва у м. Буенос-Айрес, в роботі якого взяла участь делегація представників міністерств та провідних промислових підприємств України на чолі з Міністром промислової політики А. І. Головком.

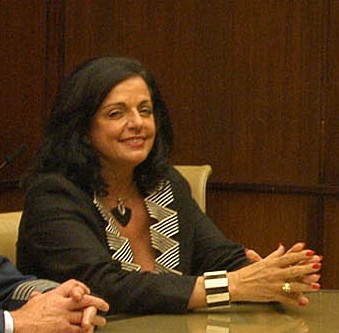
Нільда Гарре

Наприкінці жовтня 2006 року був здійснений візит в Україну Міністра оборони Аргентини Н. Гарре з метою, серед іншого, вивчення можливостей придбання літаків марки «Антонов» та відновлення в Аргентині складального виробництва та обслуговування авіаційної техніки.
26 грудня 2007 р. Палата депутатів Національного конгресу Аргентини одностайно ухвалила Резолюцію про ушанування пам'яті жертв Голодомору 1932—1933 рр. 7 листопада 2007 р. Сенат Національного конгресу Аргентини ухвалив Декларацію з ушанування пам'яті жертв Голодомору 1932—1933 рр. Аналогічну постанову прийняв також парламент аргентинської провінції Чако.
У 2007 р. пройшли успішно візити до аргентинських провінцій Тукуман та Сальта, відповідно, делегацій Хмельницької, на чолі з Головою Облради І. В. Гладуняком, та Івано-Франківської, на чолі з Головою Облради І. М. Олійником, областей, під час яких були підписані протоколи про наміри щодо встановлення стосунків побратимства та співробітництва між згаданими регіонами, а також проведені переговори щодо можливих напрямів розвитку торговельно-економічних взаємин; між Прикарпатським національним університетом ім. В. Стефаника та Католицьким університетом провінції Сальта було підписано Угоду про співпрацю.
У червні 2008 року в Києві відбулися політичні консультації на рівні перших заступників міністрів закордонних справ (делегацію України очолив В. Д. Хандогій, Аргентини — В.Тачетті).
В галузі гуманітарного співробітництва протягом 2008 — 2009 рр. на прохання української сторони Аргентиною двічі було надано Україні гуманітарну (для постраждалих від повені регіонів України та під час загострення епідеміологічної ситуації із захворюванням на грип).
У квітні 2009 року Директор Другого територіального департаменту МЗС України І. О. Грушко взяв участь у Міністерському засіданні координаційного бюро Руху Неприєднання у статусі Посла, спеціального представника МЗС України.
У жовтні 2009 року делегація НАК Нафтогаз України на чолі з заступником Голови правління В. П. Чупрун взяла участь у XXIV Всесвітньому газовому конгресі (м. Буенос-Айрес). Тоді ж делегація на чолі з Головою Держкомлісгоспу України М. М. Тимошенко брала участь у XIII Світовому конгресі з питань лісового господарства (м. Буенос-Айрес).
2009 року МЗС Аргентини ініціювало програму, яка передбачає надання фінансової підтримки закордонним книжковим видавництвам на здійснення перекладу іноземними мовами, зокрема українською, літературних творів аргентинських авторів.
У листопаді 2010 року відбувся робочий візит заступника Міністра закордонних справ України Олександра Горіна в Аргентину з метою участі у засіданні повноважних представників з питань ядерної безпеки країн-учасниць Вашингтонському Саміту з питань ядерної безпеки. У рамках візиту були проведені робочі консультації О. Горіна з Державним секретарем, Першим заступником Міністра закордонних справ Аргентини Альберто Педро Д'Алотто.
Упродовж 2009—2011 років відбулися офіційні візити делегації Харківського турбінного заводу (ВАТ «Турбоатом») на чолі з генеральним конструктором О. В. Линником; Міністерства охорони навколишнього природного середовища України з метою участі в 9-й Конференції Сторін Конвенції ООН про боротьбу з опустелюванням; представників збірної команди України у міжнародному ралі «ДАКАР-2009-2011»; Перший підприємницький форум Латинська Америка-Україна.
2010 року були прийняті Закони України «Про засади внутрішньої і зовнішньої політики» та «Про державно-приватне партнерство», які визначили головні завдання у сфері зовнішньої політики України на найближчу перспективу, в якому окрему роль відведено Латинській Америці. Було розроблено «політики стратегічної рівноваги», зокрема, в частині розвитку партнерства на перспективних напрямах з країнами Латинської Америки, економізація зовнішньої політики та захист прав та інтересів громадян України за кордоном стали важливими передумовами на шляху розвитку політики національного прагматизму у відносинах з Аргентиною.
Двосторонні відносини між Україною та Аргентиною, незважаючи на їх коротку історію, розвиваються досить динамічно і мають важливий потенціал розвитку. Це зумовлено не тільки економічною зацікавленістю обох країн, а й історичними взаємозв'язками. Відносини між Україною та Аргентиною підтримуються на досить високому рівні у дипломатичній, політичній, економічній, гуманітарній сфері. Про активізацію інтересу аргентинців до України свідчить зростання кількості публікацій про Україну в аргентинській пресі, що простежується на прикладі однієї з найбільших аргентинських газет «Clarin»: кількість публікацій зросла з 64 у 2000 році до 209 у 2006 році.
З метою популяризації України та піднесення її міжнародного іміджу за активного сприяння української діаспори проводяться регулярні заходи: Дні іммігранта, Дні нації, Свята громад.
Український ансамбль танцю «Київ» узяв участь у святкуванні Міжнародного дня фольклору в Буенос-Айресі. З успіхом проходять Дні України на щорічній престижній Міжнародній книжковій виставці в Буенос-Айресі. З 1996 р. в них беруть участь книговидавці України, зокрема, таких вітчизняних видавництв як «Наукова думка», «Либідь», «Освіта», об'єднання «Укрпошта», Книжкової палати України, Товариства «Україна».
Головним приводом для активізації культурної взаємодії Аргентини з десятками країн світу, в тому числі з Україною, стало відзначення у 2010 році 200-ї річниці Травневої революції (Бісентаріо). У цьому контексті Посольством Аргентини в Україні було проведено у Києві та Донецьку концертів спеціально запрошеного аргентинського квінтету «Аконкагуа», виступів аргентинських танцюристів танго у Сумах, Львові, Одесі та Харкові, показу у київському «Домі кіно» аргентинських фільмів. Окрім того, у липі-серпні проведені у Києві та Одесі Фестивалі аргентинського танго.

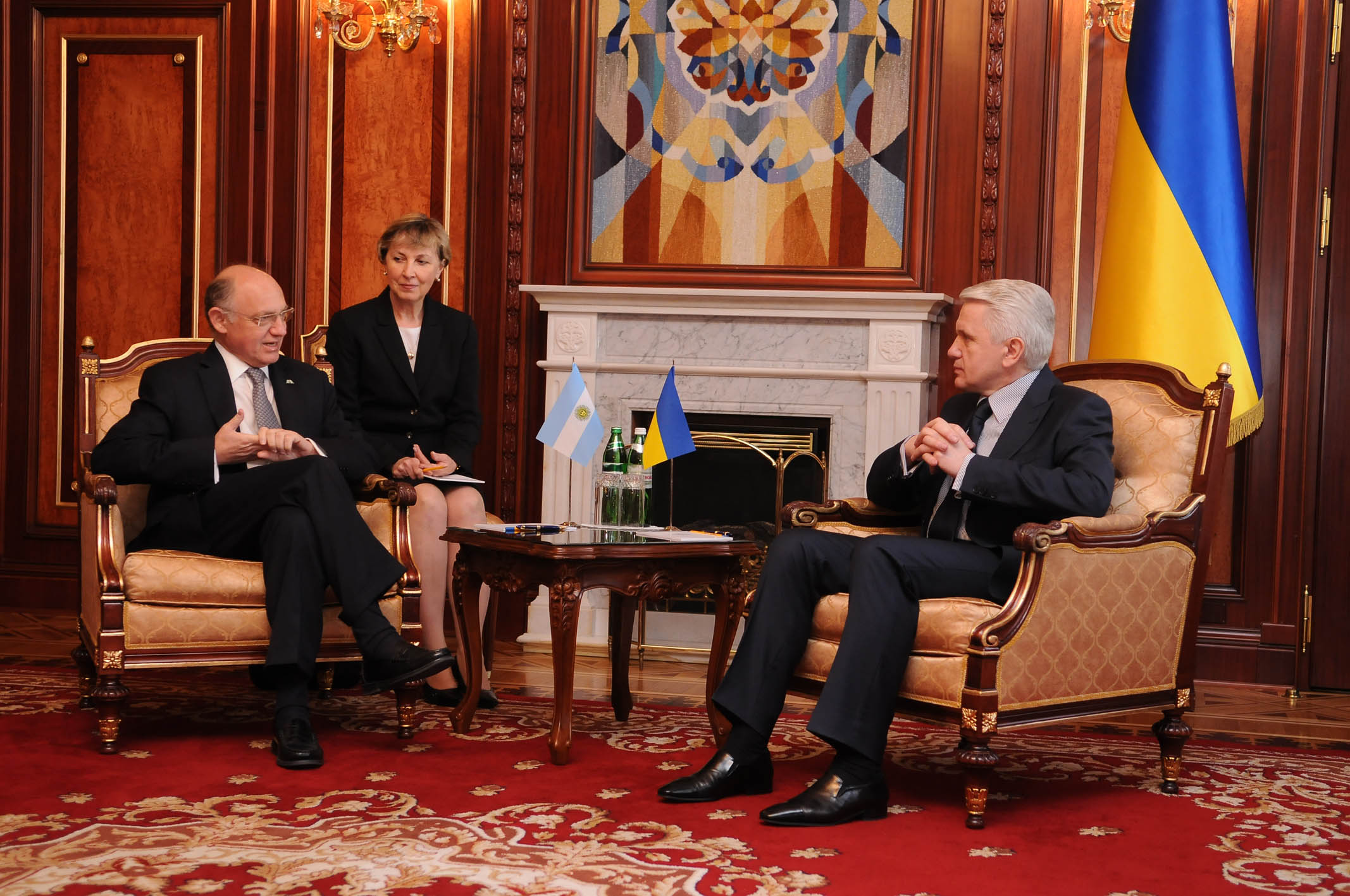
Ектор Тімерман на зустрічі з Володимиром Литвином у Києві (2011)

В контексті відзначення Бісентенаріо в Аргентині також було проведено значну кількість заходів з участю етнічних громад. У цих заходах активну участь взяли українські громадські організації. Зокрема, численні представники української діаспори у національних костюмах та з національною символікою взяли участь у одному з центральних святкових заходів — великому параді «Інтеграції», який 24 травня відбувся в центрі аргентинської столиці. Окрім того, за безпосереднього сприяння Посольства, УКТ «Просвіта» взяло участь у реалізації відеопроекту Міністерства культури Аргентини «Бісентенаріо у короткому метрі», в рамках якого було знято 25 короткометражних фільмів, що демонструвалися у кінотеатрах Аргентини перед показом комерційних фільмів. В одному з них 50 юнаків та дівчат в українських національних костюмах виконали українською мовою фрагмент «Гімну Сармьєнто».
18 — 20 квітня 2011 року в Україні з офіційним візитом перебував Міністр закордонних справ, зовнішньої торгівлі та культу Аргентинської Республіки Ектор Маркос Тімерман. За результатами переговорів Міністри підписали Угоду між Кабінетом Міністрів України та Урядом Аргентинської Республіки про взаємне визнання документів про вищу освіту та Угоду між Урядом України та Урядом Аргентинської Республіки про скасування віз.

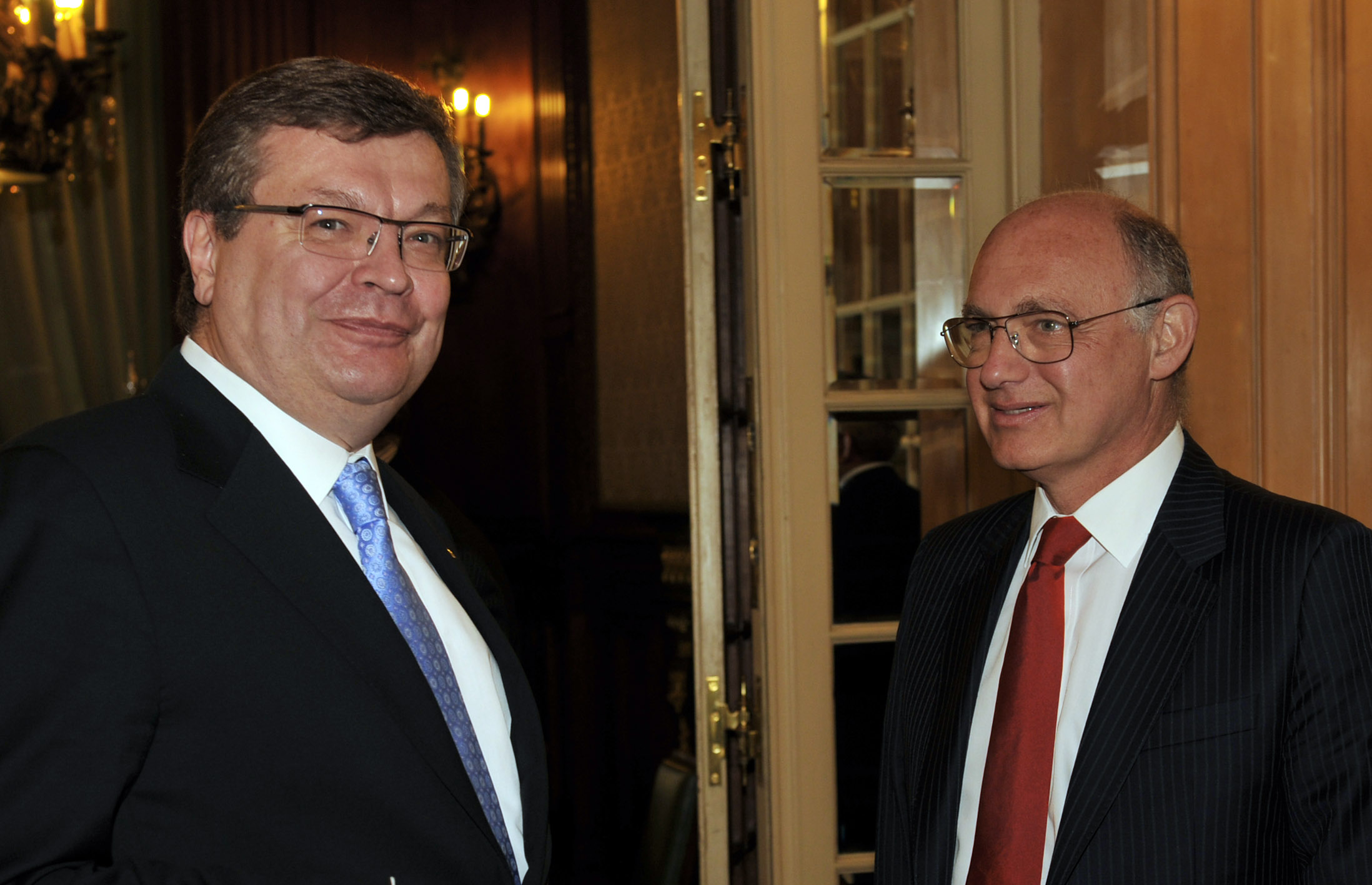
Зустріч Костянтина Грищенка з Ектором Тімерманом у Буенос-Айресі (2012)

22-24 квітня 2012 року відбувся перший за 13 років офіційний візит Міністра закордонних справ України до Аргентинської Республіки, в ході якого були проведені переговори з аргентинськими високопосадовцями та керівником Української Центральної Репрезентації в Аргентині Петром Лиликом.

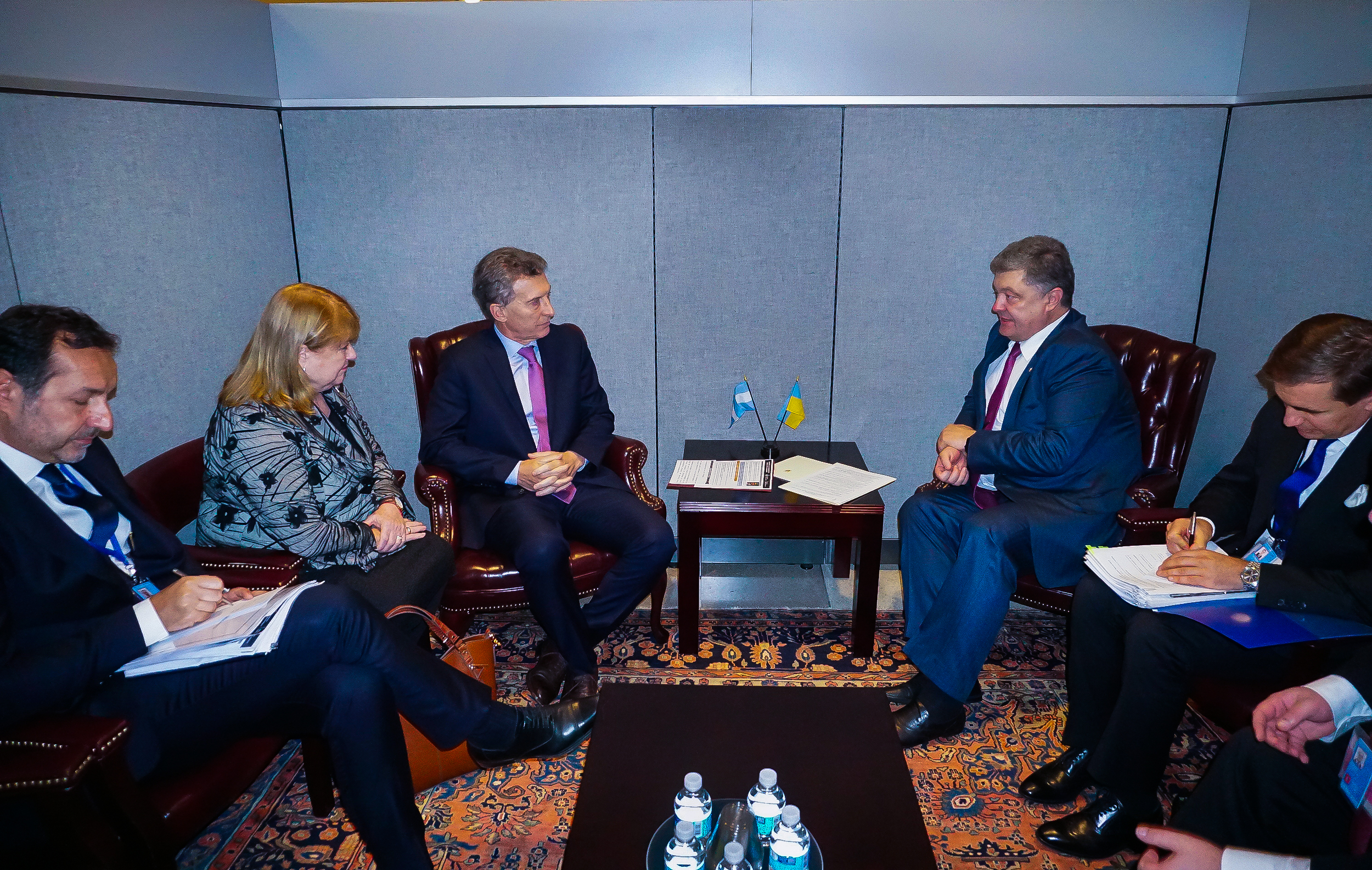
Зустріч Маурісіо Макрі з Петром Порошенком у Нью-Йорку (2016)

У вересні 2016 року президент Аргентини Маурісіо Макрі и президент України Петром Порошенком провели зустріч під час Генеральної Ассамблеї ООН в Нью-Йорку, де обговорили економічну та політичну співпрацю між країнами.
5 березня 2017 року двосторонньою українсько-аргентинською комісією було підписано акт, який дозволить взаємне визнання університетських ступенів.
Після початку повномасштабного вторгнення Росії в Україну 2022 року 2022 року міські ради Апостолеса і Посадаса засудили агресію і закликали до найшвидшого досягнення миру. 2 березня 2022 року голова уряду м. Буенос-Айрес Орасіо Родрігес Ларрета зустрівся з представниками української громади. На зустрічі він засудив російську агресію, висловив солідарність з українським народом, запропонував гуманітарну допомогу та заявив, що Буенос- Айрес готовий прийняти біженців, які рятуються від війни.
15 березня 2023 року відбулася робоча зустріч Посла України в Аргентині Юрія Клименка із заступником Міністра закордонних справ, міжнародної торгівлі та віросповідань Аргентинської Республіки з багатосторонніх і двосторонніх економічних переговорів Раміро Ісідоро Ордокі. У центрі уваги були віднайдення шляхів пожвавлення взаємної торгівлі та інвестиційної співпраці між Україною та Аргентиною в умовах повномасштабної збройної агресії, активізація діяльності Спільної міжурядової українсько-аргентинської комісії з торговельно-економічного співробітництва, залучення аргентинських компаній до реалізації проєктів з відновлення критичної інфраструктури України (Fast Recovery Plan), а також повоєнної відбудови Української держави, важливість запровадження аргентинською стороною економічних санкцій проти російського агресора, а також участі у Першому санкційному форумі в Києві 21 березня, продовження надання Аргентиною дієвої гуманітарної допомоги Україні для подолання наслідків російського вторгнення.

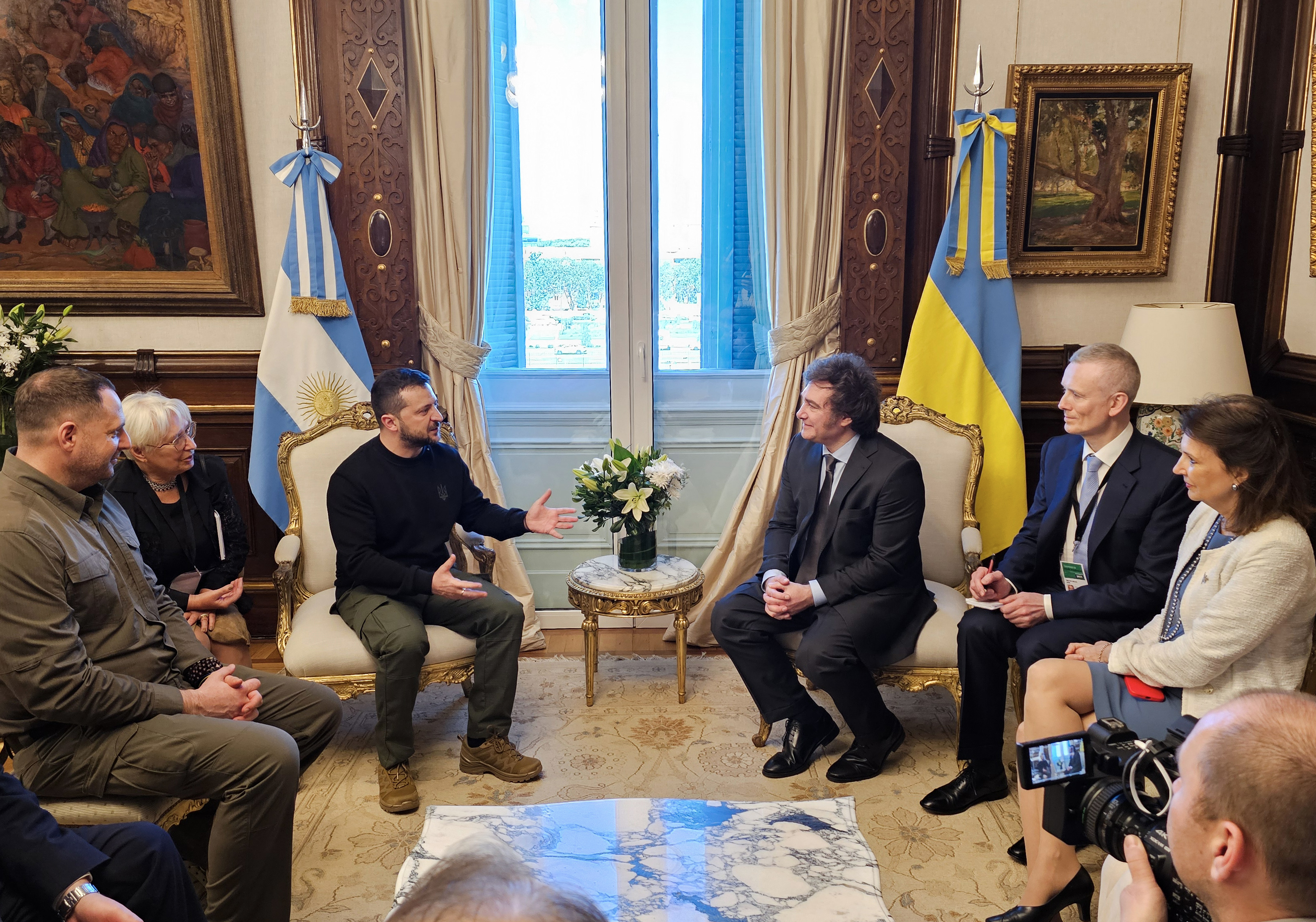
Зустріч В. Зеленського і Х. Мілея (2023)

2023 року після обрання президентом Аргентини Хав'єр Мілей запропонував Президенту України Володимиру Зеленському провести в Аргентині саміт з країнами Латинської Америки щодо досягнення миру в Україні. До президентства Хав'єр Мілей заявляв, що не планує вступати у БРІКС, що об'єднує Бразилію, Росію, Індію, Китай та ПАР.

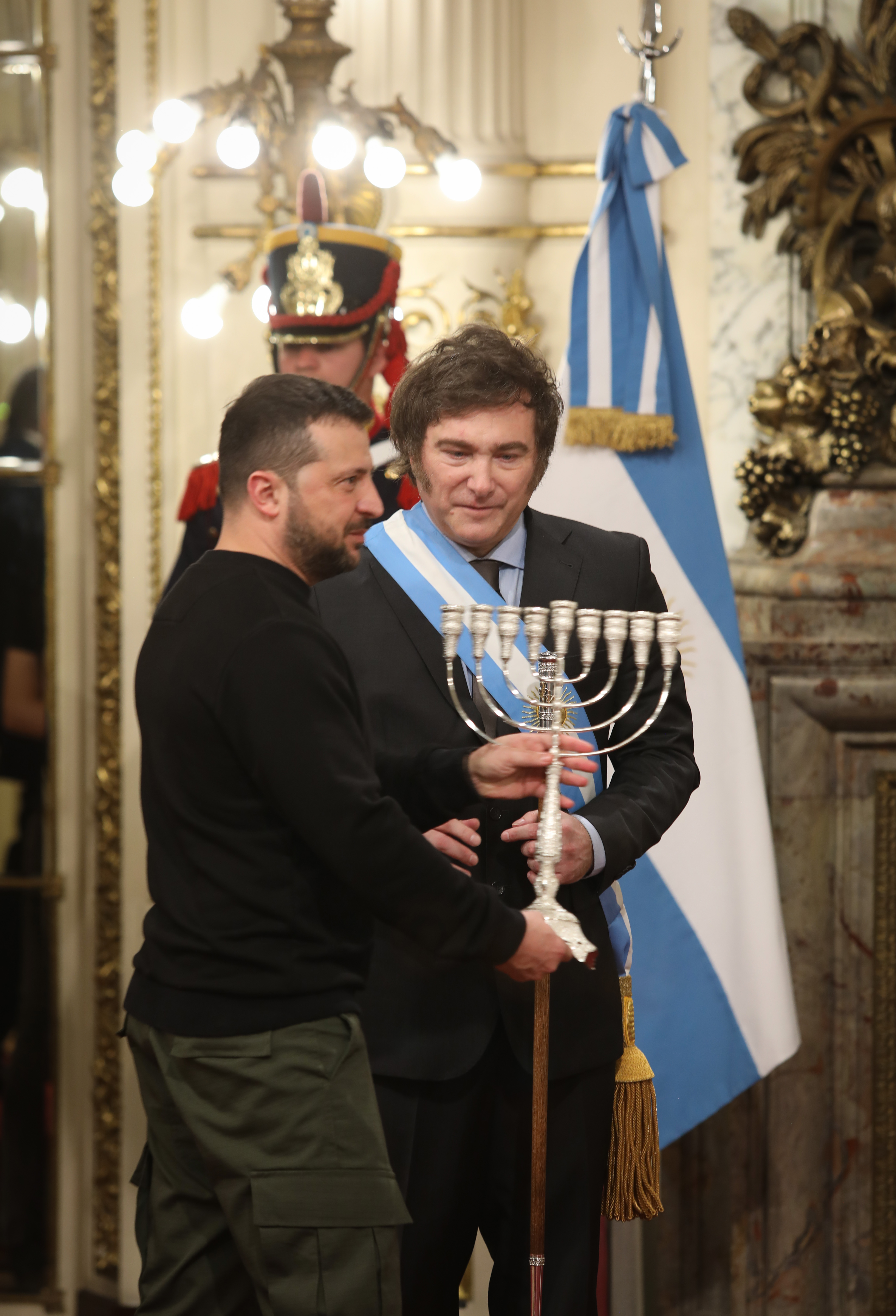
В. Зеленський на інаугурації Х. Мілея (2023)

9 грудня 2023 року Президент України взяв участь в церемонії інавгурації Хав'єра Мілея та провів низку зустрічей у рамках офіційного візиту до Буенос-Айреса як з політичними лідерами, так і з представниками української діаспори. Новий Президент Аргентини повідомив, що не має наміру співпрацювати з Росією, та орієнтується в зовнішній політиці на США та Ізраїль. У межах інавгураційних заходів президенти обох країн обговорили процес імплементації української Формули миру.
13 травня 2024 року делегація українського Уряду на чолі з віцепрем'єрміністеркою Юлією Свириденко відвідала Аргентину, де провела переговори з віцепрезиденткою, міністрами закордонних справ, міжнародної торгівлі та віросповідань, безпеки, економіки, оборони та обговорила питання миру і поглибленні ділової співпраці.
14 червня 2024 року Аргентина долучилася до коаліції Ukraine Defense Contact Group, до якої входять 54 країни, які координують військову та гуманітарну допомогу Україні. Також країна стала учасницею саміту миру у Швейцарії та підтримала спільне комюніке.
На Всесвітньому економічному форумі у Давосі 2025 відбулася зустріч між президентами Мілеєм і Зеленським, де вони обговорили реформи і підтримку у війні.

## Економічне співробітництво

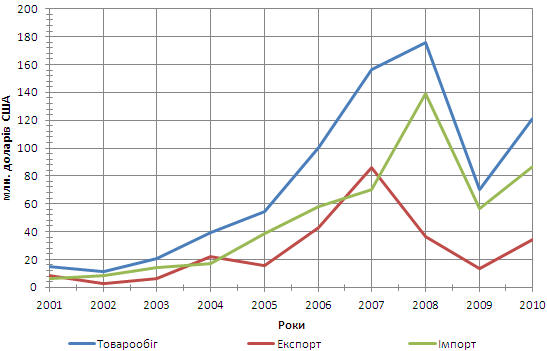
Показники торгівлі товарами між Україною та Аргентиною (млн дол. США) за період 2001 – 2010 рр.

Головними галузями співпраці обох країн є аерокосмічна і сільськогосподарська. Україна може запропонувати Аргентині свої технологічні здобутки в електроенергетиці, літакобудуванні, залізничному й автомобільному машинобудуванні. Аргентинська сільськогосподарська продукція і техніка, обладнання для газопроводів, атомних електростанцій, антарктичних досліджень знаходять значний попит на ринку України.
Основними позиціями у структурі зовнішньої торгівлі з Аргентиною є:
- В експорті: чорні метали (38,0 %); пластмаси, полімерні матеріали (29,6 %); руди, шлаки і зола (8,3 %); котли, машини (7,4 %); електричні машини (6,4 %); палива мінеральні, нафта і продукти її перегонки (4,1 %) та вироби з чорних металів (3,7 %);
- В імпорті: риба і ракоподібні (27,3 %); насiння і плоди олійних рослин (18,2 %); їстівнi плоди та горiхи (16,4 %); котли, машини (15,5 %), фармацевтична продукція (6,3 %).[56]

Україна пропонує свою участь у промислових програмах, що реалізуються в Аргентині: тракторобудуванні, будуванні вантажного автотранспорту, будівництві шляхів сполучення, мостів, каналів, в гірничорудній промисловості, модернізації портового господарства, створенні систем транспортних авіаперевезень, пожежогасіння. З іншого боку, для аргентинського бізнесу існує можливість участі в приватизаційних проектах України, співпраці в сільському господарстві.
Перспективним може бути міжрегіональне співробітництво. Йдеться, зокрема, про необхідність реалізації підписаних раніше Угод про співробітництво між Львівською областю і провінцією Кордова, Харківською і провінцією Буенос-Айрес, Тернопільською і провінцією Місьйонес, Волинською і провінцією Чако.
З метою координації зусиль та надання ефективної допомоги у взаємному просуванні товарів та послуг на ринки обох країн створені аргентинсько-українська торговельно-промислова палата та аргентинсько-українська асоціація ділового партнерства, основними завданнями яких є пошук можливих партнерів, налагодження прямих ділових контактів, організація виставкової діяльності, сприяння ефективній участі в тендерах.

## Культурно-гуманітарне співробітництво
Кожного року в столиці Аргентини Буенос-Айресі проводяться близько 70 заходів культурного та просвітницького характеру. Найбільш значимими з них є:
- відзначення Дня Соборності та Свободи України;
- відзначення річниці дня народження Т. Г. Шевченка;
- забезпечення роботи українського стенда на Міжнародному книжковому ярмарку м. Буенос-Айрес;
- відзначення Дня Незалежності України;
- вшанування пам'яті жертв Голодомору 1932—1933 років в Україні;
- фестиваль «Буенос-Айрес вітає Україну».

#### Спорт
Українсько-аргентинська взаємодія в галузі спорту відбувається здебільшого у формі участі спортсменів двох країн у міжнародних змаганнях, що проводяться в Україні та Аргентині. З грудня 2017 року на розгляді аргентинської сторони перебуває проект Меморандуму про співробітництво і партнерство між Федерацією футболу України та Асоціацією аргентинського футболу.

#### Гуманітарне співробітництво
У 2008—2009 роках для постраждалих від повені регіонів України та під час загострення епідеміологічної ситуації із захворюванням на грип на державному рівні була надана гуманітарна допомога від Аргентини Україні.
У 2017 році було започатковано співробітництво між благодійною організацією «Дива серця» (Аргентина-США) та українським Міжнародним благодійним фондом «Діти Чорнобиля за виживання», які упродовж року організували три візити на оздоровлення до Аргентини для українських дітей — сиріт або позбавлених батьківського піклування з Донецької та Одеської областей.
19 грудня 2018 р. Послом України в Аргентині Юрієм Дюдіним та директором Національної бібліотеки Аргентинської Республіки ім. Маріано Морено Ельзою Барбер було підписано угоду про передачу книжок до фондів Української бібліотеки, створеної 2017 року в складі найбільшої бібліотеки в Аргентині.
Після початку повномасштабного вторгнення Росії в Україну 24 лютого 2022 року, Аргентина активно долучилась до надання гуманітарної допомоги для українців.

## Договірно-правова база
На сьогодні договірно-правова база українсько-аргентинських відносин складається з понад 40 двосторонніх міждержавних, міжурядових, міжвідомчих та міжрегіональних документів, зокрема:
- Протокол про встановлення дипломатичних відносин
- Протокол про співробітництво між Міністерством закордонних справ України та Міністерством закордонних справ, міжнародної торгівлі та культу Аргентинської Республіки
- Угода про співробітництво між Тернопільською областю України та провінцією Місьйонес Аргентинської Республіки
- Декларація про принципи відносин між Україною і Аргентинською Республікою
- Декларація про наміри співробітництва у сфері дослідження космічного простору між Україною та Аргентинською Республікою
- Угода між Урядом України та Урядом Аргентинської Республіки про відмову від віз для осіб, що користуються дипломатичними, службовими або офіційними паспортами
- Угода про співробітництво між Львівською областю України та провінцією Кордова Аргентинської Республіки
- Спільна заява Міністра закордонних справ України Г. Й. Удовенка та Міністра закордонних справ, міжнародної торгівлі та культу Аргентинської Республіки Г. ді Телли
- Угода про співробітництво між Харківською областю України та провінцією Буенос-Айрес Аргентинської Республіки
- Угода між Урядом України та Урядом Аргентинської Республіки про торговельно-економічне співробітництво
- Меморандум про взаєморозуміння щодо функціонування Міжурядової українсько-аргентинської Комісії з питань торгово-економічного співробітництва
- Угода про співробітництво між Українським Союзом промисловців і підприємців та Спілкою промисловців Аргентини
- Угода між Урядом України та Урядом Аргентинської Республіки про сприяння та взаємний захист інвестицій
- Угода між Урядом України та Урядом Аргентинської Республіки про співробітництво в галузі культури, науки та освіти
- Угода про співробітництво між Торгово-промисловою палатою України і Торгово-промисловою палатою Аргентинської Республіки
- Угода про співробітництво між Національною академією аграрних наук України і Інститутом науково-технічних досліджень в галузі сільського господарства Аргентинської Республіки
- Угода про співробітництво між Державним комітетом України по стандартизації, метрології та сертифікації і Аргентинським інститутом стандартизації
- Угода між Міністерством оборони України та Міністерством оборони Аргентинської Республіки про військове співробітництво
- Угода між Урядом України та Урядом Аргентинської Республіки про співробітництво в галузі агропромислового комплексу
- Угода між Урядом України та Урядом Аргентинської Республіки про співробітництво з питань захисту здоров'я тварин
- Угода про співробітництво між Волинською областю України та провінцією Чако Аргентинської Республіки
- Угода між Урядом України і Урядом Аргентинської Республіки про працевлаштування членів сімей співробітників дипломатичних представництв та працівників консульських установ
- Договір про дружні відносини і співробітництво між Україною та Аргентинською Республікою
- Угода про встановлення дружніх зв'язків між м. Київ і м. Буенос-Айрес
- Угода про співробітництво між Українським Антарктичним Центром та Урядом провінції Вогняна Земля Аргентинської Республіки
- Угода між Кабінетом Міністрів України та Урядом Аргентинської Республіки про науково-технічне співробітництво
- Протокол про співробітництво між сухопутними військами України та Аргентинської Республіки
- Рамкова угода між Національним космічним агентством України та Національною комісією з космічної діяльності Аргентини щодо співробітництва у сфері дослідження та використання космічного простору в мирних цілях
- Угода про співробітництво між Державним комітетом України з питань технічного регулювання та споживчої політики та Інститутом стандартизації Аргентини
- Меморандум про взаєморозуміння між Міністерством промислової політики України і Секретаріатом з питань промисловості, торгівлі малих та середніх підприємств Аргентини
- Протокол між Україною та Аргентиною про доступ на ринки товарів і послуг у рамках переговорів про вступ України до Світової організації торгівлі
- Меморандум про взаєморозуміння між Міністерством транспорту та зв'язку України, Міністерством промислової політики України та Держсекретаріатом транспорту Аргентинської Республіки
- Рамкова Угода про співробітництво між Державним підприємством «УКРІНТЕРЕНЕРГО» та державною компанією Аргентини «ЕНАРСА»
- Рамкова Угода про співробітництво між НАК «Нафтогаз України» та державною компанією Аргентини «ENARSA»
- Угода про співробітництво між Українським Національним комітетом Міжнародної Торгової Палати та Аргентинською Торговою Палатою
- Рамкова Угода між Урядом України та Урядом Аргентинської Республіки про співробітництво у сфері використання космічного простору в мирних цілях
- Угода про співробітництво між Українською асоціацією прокурорів та Асоціацією суддів та службовців органів юстиції автономного міста Буенос-Айрес
- Протокол про наміри щодо співробітництва між Хмельницькою областю та провінцією Тукуман
- Протокол про наміри щодо співробітництва між Івано-Франківською областю та провінцією Сальта
- Угода про співробітництво між Прикарпатським Національним університетом ім. В.Стефаника та Католицьким університетом провінції Сальта
- Угода між Міністерством охорони навколишнього природного середовища України та Секретаріатом навколишнього середовища й сталого розвитку Аргентинської Республіки про співробітництво в галузі навколишнього природного середовища
- Міжвідомча Угода про наукову, технологічну та логістичну співпрацю у сфері дослідження Антарктики між Національним антарктичним науковим центром Міністерства освіти і науки України та Національним управлінням Антарктики Міністерства закордонних справ, міжнародної торгівлі та культу Аргентинської Республіки
- Меморандум про співробітництво між Генеральною прокуратурою України і Генеральною прокуратурою автономного міста Буенос-Айрес

На опрацюванні сторін перебувають, зокрема, проекти таких документів: про соціальне забезпечення, про взаємне визнання документів про загальну середню освіту, проект програми з науково-технічного співробітництва, проект меморандуму про взаєморозуміння щодо співробітництва і технічної допомоги у галузі геологічних досліджень та обміну спеціалістами і науковцями, про взаємну допомогу в податкових питаннях, про взаємну адміністративну допомогу у запобіганні, розслідуванні та припиненні митних правопорушень, про співробітництво в боротьбі проти незаконного обігу наркотичних засобів, психотропних речовин, їх аналогів і прекурсорів та зловживанням ними, про скасування віз. У 2009 році завершено підготовку до укладення проекту міжурядової угоди про визнання документів про вищу освіту.

## Візити лідерів
- Першим офіційним контактом високого рівня став візит до Аргентини Першого заступника Міністра закордонних справ України Б. Тарасюка у січні 1995 р., під час якого був підписаний Протокол про консультації між МЗС України та Аргентини.
- У жовтні 1995 року відбувся державний візит Президента України до Аргентини. В ході цього візитку було закладено основу для розвитку політичного діалогу, договірно-правової бази відносин між двома країнами та визначено основні напрямки співпраці.
- У червні 1998 року ввідбувся візит Президента Аргентини К. Менема, під час якого було підписано Договір про дружні відносини і співробітництво.
- У вересні 2006 року в ході чергової сесії ГА ООН Президент України мав зустріч з Президентом Аргентини Ф. Де ла Руа.
- У жовтні 2006 року відбувся офіційний візит в Україну Міністра закордонних справ Аргентини Х. Таяни.
- Міністр закордонних справ, зовнішньої політики та культу Аргентинської Республіки Е. М. Тімерман прибув до України з офіційним візитом 18-20 квітня 2011 року.
- У 2012 році в квітні відбувся візит у відповідь Міністра закордонних справ України К. І. Грищенка до Аргентини.
- 20 вересня у рамках сегменту високого рівня 71-ї сесії ГА ООН у м. Нью-Йорк відбулась зустріч Президента України П. О. Порошенка з Главою Аргентини М.Макрі.
- У грудні 2017 року відбувся візит до Аргентини офіційної делегації України на чолі з Міністром економічного розвитку і торгівлі С. І. Кубівим з метою участі в 11-й Конференції міністрів СОТ.
- У листопаді 2018 року офіційна делегація Аргентини на чолі з Державним секретарем з питань прав людини та культурного плюралізму К. Аврухом відвідала Україну для участі в комеморативних заходах з нагоди 85-х роковин Голодомору 1932—1933 років в Україні та Міжнародному форумі «Україна пам'ятає, світ визнає».
- У грудні 2023 року Президент України В. Зеленський у межах заходів з нагоди інавгурації новообраного Президента Аргентини Хав'єра Мілея провів із ним зустріч у Буенос-Айресі.[60]

## Посольства
Посольство України в Аргентині знаходиться у місті Буенос-Айрес. Консульства України в Аргентині також працюють у містах Леандро Н. Алем (Місьйонес) та Ресістенсія.
Посаду Надзвичайного і Повноважного Посла України в Аргентині займали:
- Шумицький Микола (1919, не обійняв посади)
- 1993—1994 — Никоненко Олександр Миколайович
- 1994—2000 — Пащук Віктор Вікторович
- 2001—2003 — Майданник Олександр Іванович
- 2004—2008 — Никоненко Олександр Миколайович
- 2008—2013 — Тараненко Олександр Сергійович
- 2013—2019 — Дюдін Юрій Олексійович
- 2020—2022 — Олефір Валерій Миколайович (тимчасовий повірений)
- 2022—2022 — Небрат Сергій Станіславович (тимчасовий повірений)
- з 2022 — Клименко Юрій Аркадійович

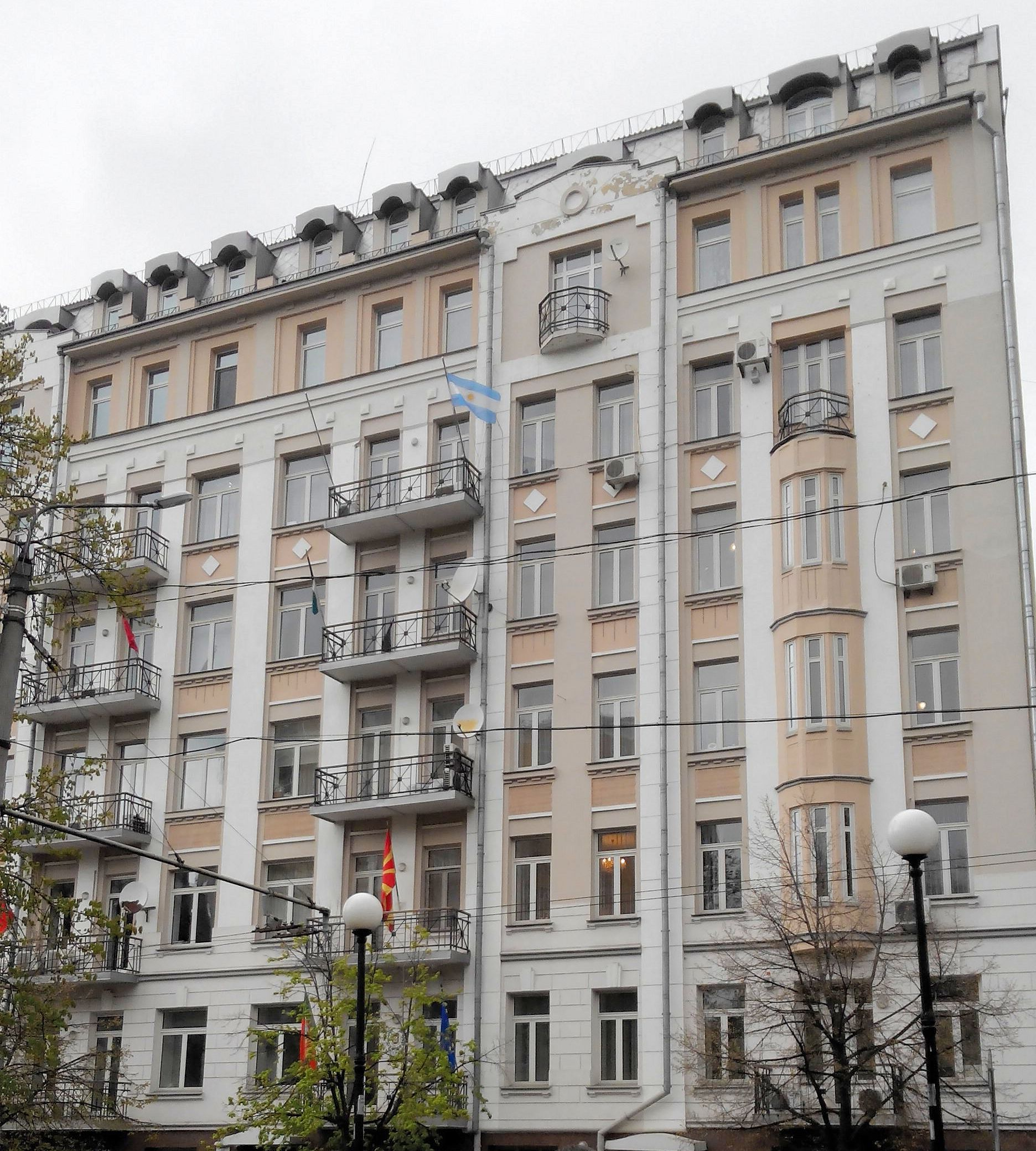
Посольство Аргентини в Україні

Посольство Аргентини в Україні знаходиться у місті Києві. Посаду Надзвичайного і Повноважного Посла Аргентини в Україні займали:
- 1992—1999 — Бакеріза Луїс
- 1999—2003 — Кунео Мігель Анхель
- 2003—2007 — Хорхе Даніель Абадес
- 2007—2015 — Ліла Ролдан Васкес де Муан
- 2015—2016 — Херман Густаво Домінгес
- 2016—2018 — Альберто Хосе Алонсо
- з 2019 — Елена Летісія Тереса Мікусінскі

## Міжрегіональне співробітництво між державами
У другій половині 90-х років були започатковані відносини між окремими регіонами України та Аргентини. Відповідні угоди про взаємодію та співробітництво були підписані між:
- Львівська область — провінція Кордова;
- Тернопільська область — провінція Місьйонес;
- Харківська область — провінція Буенос-Айрес;
- Волинська область — провінція Чако;
- Київ — Буенос-Айрес.